# 1888年ウィンブルドン選手権
1888年 ウィンブルドン選手権（1888ねんウィンブルドンせんしゅけん、The Championships, Wimbledon 1888）に関する記事。イギリス・ロンドン郊外にある「オールイングランド・ローンテニス・アンド・クローケー・クラブ」にて開催。

## 大会の流れ
- 男子シングルスは1878年、女子シングルスは1886年から「チャレンジ・ラウンド」（Challenge Round, 挑戦者決定戦）と「オールカマーズ・ファイナル」（All-Comers Final）方式で優勝を決定していた。大会前年度優勝者を除く選手は「チャレンジ・ラウンド」に出場し、前年度優勝者への挑戦権を争う。前年度優勝者は、無条件で「オールカマーズ・ファイナル」に出場できる。チャレンジ・ラウンドの勝者と前年度優勝者による「オールカマーズ・ファイナル」で、当年度の選手権優勝者を決定した。
- 初期の女子シングルスでは、チャレンジ・ラウンドにエントリーする選手が少なく、この年は6名のみだった。
- 初期のウィンブルドン選手権のように、外国人出場者が少なかった時期は、地元イギリス人選手の国旗表示を省略する。

## 大会前年度優勝者
- 男子シングルス：ハーバート・ローフォード
- 女子シングルス：ロッティ・ドッド
- 男子ダブルス：ハーバート・ウィルバーフォース＆パトリック・バウズ・リオン

## 男子シングルス

### チャレンジラウンド
準々決勝
- アーネスト・レンショー vs. ハーバート・ウィルバーフォース　4-6, 6-3, 7-5, 4-6, 6-0
- ウィロビー・ハミルトン vs. ウィリアム・レンショー　5-7, 7-5, 6-4, 6-2
- アーネスト・ルイス vs. ハリー・スクリブナー　7-5, 6-3, 6-1
- ウィリアム・テーラー vs. F・L・ローソン　6-4, 6-0, 4-6, 4-6, 6-1

準決勝
- アーネスト・レンショー vs.  ウィロビー・ハミルトン　7-5, 7-5, 5-7, 6-3
- アーネスト・ルイス vs. ウィリアム・テーラー　9-7, 6-4, 6-4

決勝
- アーネスト・レンショー vs. アーネスト・ルイス　7-9, 6-1, 8-6, 6-4

### オールカマーズ決勝
- アーネスト・レンショー vs. ハーバート・ローフォード　6-3, 7-5, 6-0　（E・レンショーが本大会の優勝者になる）

## 女子シングルス

### チャレンジラウンド
1回戦
- ハウズ　試合なし → 準決勝へ
- D・パターソン vs. B・E・ウィリアムズ　6-0, 6-3
- ブランチ・ビングリー・ヒルヤード vs. カニング　6-2, 6-2
- フィルモア　試合なし → 準決勝へ

準決勝
- ハウズ vs. D・パターソン　6-4, 6-2
- ブランチ・ビングリー・ヒルヤード vs. フィルモア　不戦勝

決勝
- ブランチ・ビングリー・ヒルヤード vs. ハウズ　6-1, 6-2

### オールカマーズ決勝
- ロッティ・ドッド vs. ブランチ・ビングリー・ヒルヤード　6-3, 6-3　（ドッドが本大会の優勝者になる）

## 決勝戦の結果
男子シングルス
- アーネスト・レンショー vs. ハーバート・ローフォード　6-3, 7-5, 6-0　［オールカマーズ決勝］

女子シングルス
- ロッティ・ドッド vs. ブランチ・ビングリー・ヒルヤード　6-3, 6-3　［オールカマーズ決勝］

男子ダブルス
- ウィリアム・レンショー＆アーネスト・レンショー vs. ハーバート・ウィルバーフォース＆パトリック・バウズ・リオン　2-6, 1-6, 6-3, 6-4, 6-3　［オールカマーズ決勝］